# Best! Morning Musume 2
Albums de Morning Musume
No. 5
(2003) Ai no Dai 6 Kan
(2004)
Singles
1. Morning Musume no Hyokkori Hyōtanjima
Sortie : 19 février 2003
2. As For One Day
Sortie : 23 avril 2003
3. Shabondama
Sortie : 30 juillet 2003
4. Go Girl ~Koi no Victory~
Sortie : 6 novembre 2003
5. Ai Araba It's All Right
Sortie : 21 janvier 2004

Best! Morning Musume。2 (ベスト！モーニング娘。2) est le deuxième album compilation des singles du groupe de J-pop Morning Musume, sorti en 2004.

## Présentation
L'album Best! Morning Musume 2 sort le 31 mars 2004 au Japon sur le label zetima. Il est écrit, composé et produit par Tsunku, à l'exception du titre Morning Musume no Hyokkori Hyōtanjima, une reprise. Il atteint la 4e place du classement des ventes de l'Oricon, et reste classé pendant douze semaines, pour un total de 180 897 exemplaires vendus durant cette période, soit deux millions de moins que la précédente compilation similaire du groupe sortie en 2001 : Best! Morning Musume 1. Il restera cependant le sixième album le plus vendu du groupe.
La compilation contient dans le désordre douze titres : onze (dont une "face B") sortis sur les dix singles parus depuis la sortie de Best! Morning Musume 1 en 2001, et un titre inédit, Yah! Aishitai, interprété par les quatorze membres actuelles du groupe accompagnées de trois récentes ex-membres (Natsumi Abe, Kei Yasuda et Maki Goto) ; ces 17 chanteuses, qui ont toutes participé à certains des singles présents, figurent sur la photo de couverture de la compilation.
Les chansons-titres des cinq derniers singles d'alors (Morning Musume no Hyokkori Hyōtanjima, As For One Day, Shabondama, Go Girl ~Koi no Victory~ et Ai Araba It's All Right) n'apparaissent que sur cet album compilation, et ne figureront pas sur des albums originaux. Les deux titres du single The Peace! / Dekkai Uchuu ni Ai ga Aru et la chanson-titre du single Mr. Moonlight ~Ai no Big Band~, qui figurent dans des versions remaniées sur le quatrième album du groupe 4th Ikimasshoi! de 2002, n'apparaissent dans leurs versions originales que sur cette compilation.

## Formation
Membres du groupe à la sortie de l'album :
- 1er génération : Kaori Iida (tous titres)
- 2e génération : Mari Yaguchi (tous titres)
- 4e génération : Rika Ishikawa, Hitomi Yoshizawa, Nozomi Tsuji, Ai Kago (tous titres)
- 5e génération : Ai Takahashi, Asami Konno, Makoto Ogawa, Risa Niigaki (tous titres sauf n°5 et 11)
- 6e génération : Miki Fujimoto, Eri Kamei, Sayumi Michishige, Reina Tanaka (titres n°1, 4, 7, 12)

Ex-membres présentes sur certains titres :
- Natsumi Abe (tous titres)
- Kei Yasuda (tous titres sauf n°1, 4, et 7)
- Maki Goto (titres n°2, 5, 6, 8, 11, 12)

## Titres
Toutes les chansons sont écrites et composées par Tsunku, sauf titre n°10 (une reprise).
| No  | Titre                                                                          | Origine                                | Durée |
| --- | ------------------------------------------------------------------------------ | -------------------------------------- | ----- |
| 1.  | Go Girl ~Koi no Victory~ (Go Girl～恋のヴィクトリー～)                         | 20e single                             |       |
| 2.  | Do it! Now                                                                     | 15e single                             |       |
| 3.  | Koko ni Iruzee! (ここにいるぜぇ!)                                              | 16e single                             |       |
| 4.  | Ai Araba It's All Right (愛あらばIT'S ALL RIGHT)                               | 21e single                             |       |
| 5.  | The Peace! (ザ☆ピース!)                                                        | 12e single                             |       |
| 6.  | Mr. Moonlight ~Ai no Big Band~ (Mr.Moonlight ～愛のビッグバンド～)             | 13e single                             |       |
| 7.  | Shabondama (シャボン玉)                                                        | 19e single                             |       |
| 8.  | Sōda! We're Alive (そうだ！We're ALIVE)                                        | 14e single                             |       |
| 9.  | As For One Day (AS FOR ONE DAY)                                                | 18e single                             |       |
| 10. | Morning Musume no Hyokkori Hyōtanjima (モーニング娘。のひょっこりひょうたん島) | 17e single                             |       |
| 11. | Dekkai Uchuu ni Ai ga Aru (でっかい宇宙に愛がある)                             | Face B du 12e single The Peace!        |       |
| 12. | Yah! Aishitai (YAH!愛したい!)                                                  | Titre inédit, avec Abe, Yasuda et Goto |       |